# Hanstedt (Breddorf)
Hanstedt (niederdeutsch Hanst) ist ein Ortsteil der Gemeinde Breddorf im niedersächsischen Landkreis Rotenburg (Wümme).

## Geographie
Der Ort liegt in der Zevener Geest einen Kilometer nördlich von Breddorf.

## Geschichte
Im Jahr 1848 verfügte Hanstedt über 44 Wohngebäude mit 202 Einwohnern, außerdem auf dem adeligen Gut über ein Wohngebäude mit einem Einwohner. Zu jener Zeit gehörte der Ort zur Börde Rhade im Amt Zeven.
Am 1. März 1974 wurde Hanstedt in die Gemeinde Breddorf eingegliedert.

## Bauwerke
- Hofanlage Bachstraße 6 von um 1700 bzw. 1777 (Inschrift), Scheune wohl von um 1750, beide in Fachwerk
- Mühlenruine aus dem 19. Jahrhundert